# Moralsk ansvar
I etik, betyder moralsk ansvar primært ansvar for handlinger og deres konsekvenser og sociale relationer. Som oftest drejer det sig om skaden forvoldt af et individ, en gruppe og hele samfundet ved handlinger eller påvirkning af andre individer, grupper eller hele samfundet. Det er en mekanisme med hvilken skyld kan placeres, og det har haft indflydelse på udformning af mange vigtige sociale konstruktioners indretning så som retssystemet.
Særligt vestligt orienteret lande har fokus på at placere et moralsk ansvar på dem der direkte eller indirekte har en negativ effekt på områder eller dele af samfundet. Nylige eksempler er regnskabsskandaler, oliespild, fejlbehæftede produkter, ulovlig støtte til partier og politisk korruption.
| filosofi | Spire Denne filosofiartikel er en spire som bør udbygges. Du er velkommen til at hjælpe Wikipedia ved at udvide den. |